# Dovyrenita
La dovyrenita és un mineral de la classe dels silicats. Rep el nom de la muntanya Dovyren, situada al massís de Yoko-Dovyren, a Rússia, la seva localitat tipus.

## Característiques
La dovyrenita és un silicat de fórmula química Ca₆Zr(Si₂O₇)₂(OH)₄. Va ser aprovada com a espècie vàlida per l'Associació Mineralògica Internacional l'any 2007. Cristal·litza en el sistema ortoròmbic. Mostra un nou tipus d'estructura modular amb un apilament de les capes similar a les de la tobermorita i a les de la rosenbuschita, paral·leles a (010).
Segons la classificació de Nickel-Strunz, la dovyrenita pertany a «09.BE - Estructures de sorosilicats, amb grups Si₂O₇, amb anions addicionals; cations en coordinació octaèdrica [6] i major coordinació» juntament amb els següents minerals: wadsleyita, hennomartinita, lawsonita, noelbensonita, itoigawaïta, ilvaïta, manganilvaïta, suolunita, jaffeïta, fresnoïta, baghdadita, burpalita, cuspidina, hiortdahlita, janhaugita, låvenita, niocalita, normandita, wöhlerita, hiortdahlita I, marianoïta, mosandrita, nacareniobsita-(Ce), götzenita, hainita, rosenbuschita, kochita, baritolamprofil·lita, ericssonita, lamprofil·lita, ericssonita-2O, seidozerita, nabalamprofil·lita, grenmarita, schüllerita, lileyita, murmanita, epistolita, lomonossovita, vuonnemita, sobolevita, innelita, fosfoinnelita, yoshimuraïta, quadrufita, polifita, bornemanita, xkatulkalita, bafertisita, hejtmanita, bykovaïta, nechelyustovita, delindeïta, bussenita, jinshajiangita, perraultita, surkhobita, karnasurtita-(Ce), perrierita-(Ce), estronciochevkinita, chevkinita-(Ce), poliakovita-(Ce), rengeïta, matsubaraïta, dingdaohengita-(Ce), maoniupingita-(Ce), perrierita-(La), hezuolinita, fersmanita, belkovita, nasonita, kentrolita, melanotekita, til·leyita, kil·lalaïta, stavelotita-(La), biraïta-(Ce), cervandonita-(Ce) i batisivita.

## Formació i jaciments
Va ser descoberta al massís de Yoko-Dovyrensky, a les Dovyren Highlands, dins la República de Buriàtia (Districte Federal de Sibèria, Rússia). També ha estat descrita a la caldera volcànica del Verkhnechegemskaya, a la vall de Baksan, dins la República de Kabardino-Balkària, també a Rússia. Aquests dos indrets són els únics de tot el planeta on ha estat descrita aquesta espècie mineral.